# Jean Vigo
Jean Vigo (26. dubna 1905 – 5. října 1934) byl francouzský filmový režisér a scenárista, představitel autorské kinematografické avantgardy.
Jeho dílo, využívající postupů surrealismu a poetického realismu, ovlivnilo četné pozdější filmové tvůrce, včetně Luise Buňuela a Françoise Truffauta.

## Život
Jean Vigo se narodil roku 1905 v rodině baskického aristokrata a anarchisty Eugena Bonaventury de Viga (používající pseudonym Miguel Almereyda) a většinu svého raného dětství strávil na útěku se svými rodiči. V roce 1917, když bylo Jeanovi 12 let, byl jeho otec za záhadných okolností zavražděn ve vězení. Následně prošel několika internátními školami.
Od dvaceti let trpěl tuberkulózou, takže se odstěhoval do Nice, kde pracoval ve fotografickém ateliéru. Tehdy se oženil s ruskou emigrantkou Lydou Lozinskou, která financovala jeho filmy. Roku 1931 se jim narodila dcera Luce, filmová kritička, která dodnes propaguje dílo svého otce a nekomerční kinematografii vůbec (navštívila i Letní filmovou školu v Uherském Hradišti). Jean Vigo zemřel roku 1934 ve svých 29 letech na tuberkulózu.

## Tvorba
V roce 1930 realizuje svůj první filmový projekt, půlhodinový avantgardní film Na slovíčko, Nice, jež je sarkastickým dokumentem ze zákulisí prázdninového letoviska, odhalujícím vnitřní prázdnotu majetné vrstvy a sebeklamy, kterým se oddává. Vigo využívá techniky montáže, aby ukázal sociální kontrasty, hrozící revolučním výbuchem. Jeho dalším krátkým snímkem byl Jean Taris, plavecký šampion (1931), dokument o stříbrném medailistovi z olympiády v Los Angeles, který je novátorský estetickým zhodnocením sportovního námětu, například práce s podvodními záběry daleko předběhla svou dobu.
Ve svém slavném zvukovém filmu Trojka z mravů (1933) Vigo zúročil své vzpomínky na dětství v ironickém obrazu školy jako absurdní instituce potlačující lidskou přirozenost, výchovný dril je zesměšňován zejména v postavě ředitele jako zakomplexovaného trpaslíka. Závěrečná vzpoura žáků je logickou reakcí na nelidskost systému. V roce 1934 natáčí svůj poslední film, devadesátiminutový snímek Atalanta, v němž se mladí novomanželé vydávají na výlet do Paříže na stařičkém remorkéru ve společnosti jurodivého mořského vlka Julese (skvělý výkon Michela Simona) a jeho četných koček. Mladá žena dá na chvíli přednost lesku velkoměsta před prostou existencí na lodi, ale nakonec se vrací. Poetizací všedního života Vigo inspiroval hlavně italský neorealismus a sociální proud britského Free cinema. Vigo ve své filmové tvorbě úzce spolupracoval se slavným kameramanem Borisem Kaufmanem, bratrem Dzigy Vertova.

## Odkaz
Tvorba Jeana Viga po jeho předčasné smrti zapadla, ale našlo se několik nadšenců, kteří ocenili jeho průkopnictví. Od roku 1951 se uděluje Cena Jeana Viga za nejoriginálnější francouzský film roku. Když byl po čtvrtstoletí zrušen zákaz Trojky z mravů, stala se kultovním filmem pro tvůrce francouzské nové vlny, Truffauta inspirovala k natočení filmu Nikdo mě nemá rád. Vigo jako první přišel s myšlenkou sdružování přátel menšinové kinematografie, takže se k němu hlásí současné hnutí filmových klubů.